# Wapen van Breukelen

Wapen van Breukelen per 1818

Wapen van Breukelen per 1950

Het wapen van Breukelen kent twee versies. De eerste werd op 10 juni 1818 bevestigd door de Hoge Raad van Adel aan de Utrechtse gemeente Breukelen. De bevestiging heeft dus plaatsgevonden nadat de gemeente Breukelen op 1 januari 1818 opgeheven werd. Het gebied werd verdeeld over de gemeenten Breukelen-Nijenrode, Breukelen-Sint Pieters, Laag-Nieuwkoop, Portengen en Ruwiel. Het wapen werd officieus, maar niet verleend, gevoerd door gemeente Breukelen-Nijenrode. Toen in 1949 een nieuwe gemeente Breukelen werd gevormd uit de gemeenten Breukelen-Nijenrode en Breukelen-Sint Pieters werd hetzelfde wapen op 21 juli 1949 nogmaals bevestigd, maar met een andere kroon. In 2011 ging Breukelen op in gemeente Stichtse Vecht. Het wapen van Breukelen is daardoor komen te vervallen als gemeentewapen.

## Blazoenering
De blazoenering van het eerste wapen per 1818 luidde als volgt:
Gevierendeeld, waarvan het eerste en vierde van goud, beladen met een roode dwarsbalk. Het tweede en derde gebalkt van blaauw en goud van zes stukken, waarop negen St. Andrieskruissen, staande vier, drie en twee. Het schild gedekt met eene gouden kroon.
De blazoenering van het tweede wapen per 1949 luidde als volgt:
Gevierendeeld; I en IV van goud, beladen met een dwarsbalk van keel; II en III gedwarsbalkt van goud en azuur van zes stukken; de gouden dwarsbalken beladen met negen St. Andrieskruisen van azuur, staande 4;3;2. Het schild gedekt met een gouden kroon van drie bladeren en twee paarlen.
De heraldische kleuren zijn goud (geel of goud), keel (rood) en azuur (blauw). Het eerste wapen is getooid met een markiezenkroon, het tweede met een gravenkroon.

## Geschiedenis
Het wapen is een voortzetting van het heerlijkheidswapen van Breukelen. Deze kwam al in de 18e eeuw voor. Het wapen werd ook gevoerd door de familie Van Breukelen van Nijenrode. Het wapen zelf is samengesteld uit de wapens van de families Nijenrode en Persijn van Velsen. Gerard Splinter van Ruwiel bouwde rond 1275 het kasteel Nijenrode. Zijn familiewapen bestond uit een gouden veld met een rode balk. Gijsbrecht II van Nijenrode, heer van Nijenrode, nam het wapen van zijn moeder Maria van Persijn van Velsen in zijn wapen op. De familie Persijn van Velsen voerde echter rode in plaats van blauwe Andreaskruisen.

## Verwante wapens

Familiewapen van het geslacht Persijn
Wapen van Breukelen-Nijenrode